# Кипарис плакучий
Кипарис плакучий (лат. Cupressus funebris) — вечнозелёное хвойное дерево семейства кипарисовых (Cupressaceae).
В природе встречается на территории Китая. 
Высота дерева до 18 м, ветви повислые. 
Растение часто высаживают на кладбищах в Китае и Японии. 
Ранее предлагалось отнести это растение к роду Chamaecyparis под названием Chamaecyparis funebris (Endl.) Franco, сейчас рассматривается как один из синонимов.
Другие синонимы:
- Cupressus pendula Abel, 1798 nom. illeg.
- Juniperus quaternata Miq., 1857
- Cupressus funebris var. gracilis Carrière, 1867
- Platycyparis funebris (Endl.) A.V.Bobrov & Melikyan[2], 2006